# 尾斑棘鰍
尾斑棘鰍（學名：A. urophthalmus），為輻鰭魚綱鯉形目條鳅科的其中一個種，被IUCN列為瀕危保育類動物，分布亞洲斯里蘭卡西南部Kelani河到Nilwala河流域，本魚體延長呈圓柱狀，眼大，口亞下位，具觸鬚3對，體側具有數條深褐色橫帶，頭部具鞍狀斑紋，身體為淡褐色，背鰭及尾鰭具有排列整齊的點狀斑紋，上尾柄處有1黑色圓斑，體長可達4公分，棲息在水淺、礫石底質的溪流底層水域，以生物碎屑為食，生活習性不明，可做為觀賞魚。

## 扩展阅读
維基物種上的相關：尾斑棘鰍